# Michałów Górny (Starachowice)
Michałów Górny – część miasta Starachowice. Leży na południu miasta, wzdłuż ulicy Wschodniej.
Znajduje się tu przystanek kolejowy Starachowice Michałów.